# Leptoxenus ibidiformis
Leptoxenus ibidiformis is een keversoort uit de familie boktorren (Cerambycidae).
De wetenschappelijke naam van de soort is voor het eerst geldig gepubliceerd in 1877 door Bates. De soort komt voor in Azië in China en Japan. Hij bezit extreem lange achterpoten die hem in staat stellen te springen. 